# Sejlflod
Sejlflod er en landsby i Himmerland, beliggende umiddelbart syd for Storvorde og vokset sammen med den, så indbyggertallet opgøres samlet under Storvorde.
Sejlflod ligger i Sejlflod Sogn, og Sejlflod Kirke ligger højt placeret og centralt i landsbyen.
Landsbyen er præget af mange landejendomme, da landbruget har været hovederhverv. Der er enkelte nye huse, men generelt er byggestilen blandet.

## Historien
Landsbyen har rødder tilbage til 300-tallet. Jernalderlandsbyen lå på en bakkeø ved Tofthøj vest for den nuværende landsby, der ligger nede i Lindenborg Ådal.

### Jernbanen
Sejlflod havde station på Aalborg-Hadsund Jernbane (1900-1969). Stationsbygningen blev opført senere end de andre på banen og i en anden stil. I banens sidste år var stationen nedrykket til trinbræt.
Stationsbygningen er bevaret på Søndre Bygade 17 B og benyttes af FDF. Banetracéet er bevaret gennem Sejlflod, og man kan cykle på det fra Banevænget til Storvorde mod nord og Gudumholm mod syd.

### Sejlflod Kommune
Ved kommunalreformen i 1970 blev Sejlflod Kommune navngivet efter landsbyen, fordi den lå midt mellem kommunens to største byer Storvorde og Gudumholm. Ved kommunalreformen i 2007 indgik Sejlflod Kommune i Aalborg Kommune.

## Galleri
- Sejlflod Kirke
- Den gamle station i Sejlflod
- FDF lejren i Sejlflod